# Антиохийский собор (330)
Антиохийский собор — поместный собор, состоявшийся вскоре после Никейского собора 325 года, стал одним из первых проявлений антиникейской реакции после возвращения осуждённых вместе с Арием епископов. Основным результатом собора стало осуждение и ссылка одного из лидеров сторонников Никейского собора, архиепископа Антиохии Евстафия, который разорвал всякое общение с арианами и вёл с ними (к которым им ошибочно был зачислен и Евсевием Кесарийским), энергичную полемику.
Вскоре после того, как одна из основных и лежащих на поверхности целей Никейского собора — осуждение учения Ария — была достигнута, мобилизованное угрозой догматическим основам христианства большинство восточных епископов начали испытывать опасение, что введённое в Никейский Символ веры понятие единосущный (др.-греч. ομοούσιοσ), не является вполне православным. Это понятие, впервые введённое гностиками, не встречающееся в Библии, не гарантировало, с учётом не достаточной терминологической ясности в богословии того времени, «ни единства, ни равночестности соотносящихся предметов», тем более, что доникейские понятия единства и равночестности, при господстве субстанционального субординационизма, сильно отличались от таковых после обнародования никейского символа. В результате, в учении старших никейцев консервативные восточные епископы видели скрытое савеллианство. Взгляды самого кесарийского епископа некоторыми (Сократ Схоластик, Феодорит Кирский, Геласием Кизикским) признавались православными, другими же (Петавием, Баронием, Монфоконом, Леклерком, братьями Баллерини и др.) — арианскими, но, по крайней мере, сам Евсевий себя к арианам не причислял, а в своем окружном послании к Кесарийской церкви выразил веру в традиционных для востока понятиях, присоединив к ним анафематства на тезисы Ария.
После того, как в 328 году из ссылки были возвращены защитники Ария на Никейском соборе — епископы Евсевий Никомедийский и Феогнис Никейский, которые изменили свои взгляды и отказались от самых крайних из них — полемика между сторонниками и противниками Никейского Символа обострилась и шла уже скорее не в разрезе никейство-арианство (так как крайнее арианство было в равной степени отвергнуто как западом, так и восточным большинством), а в разрезе никейство-традиционные восточные представления. О полемике между Евсевием Кесарийским и Евстафием Антиохийским сообщает Сократ Схоластик. Группа богословов, объединившихся вокруг возвратившегося из ссылки Евсевия Никомедийского, в которую вошли ученики Лукиана Антиохийского, называемая обычно «евсевиане», отвергали как арианство в строгом смысле этого слова, так и учение Никейского собора. О такой позиции данной церковной группы мы можем судить по работе Антиохийского собора 341 года. На этом соборе отцы заявили, что, с одной стороны, они «никогда не были последователями Ария… Напротив, быв исследователями и испытателями веры, принятой Арием,.. скорее, сами обратили его к себе…» (Сократ Схоластик. «Церковная история», книга 2, глава 10; Созомен. «Церковная история», 3 книга, 5 глава), а также обнародовали антиариевы анафематства, сходные с таковыми, принятыми на Антиохийском соборе 324/325 года и на Никейском соборе 325 года, с другой стороны, они избежали говорить о единосущии Сына Отцу.
В ходе конфликта Евстафий Антиохийский был обвинён в савеллианстве, и для разбора его дела был созван собор в Антиохии. Согласно различным хронологическим подсчётам, это произошло в 331 году (Тиллемон), 330 году (Х. Й. Ветцер, К. Й. фон Хефеле, Спасский А. А.), или 327 году (Т. Д. Барнс). Обвинителем был епископ Кир Беррийский, впоследствии сам обвинённый в савеллианстве. Феодорит Кирский, умалчивая об этом обвинении, сообщает, что евсевиане подкупили одну женщину объявить Евставия отцом её ребёнка, хотя та и не смогла предоставить для этого никаких доказательств. Об ещё одном обвинении против Евстафия, связанном с оскорблением матери императора, сообщают Афанасий Великий и Феодорит. В конечном счёте, детали всех этих обвинений спорны.
В результате Евстафий был низложен и сослан в Иллирию, куда за ним последовали его сторонники. На его место был сначала вскоре умерший Евлалий, затем этот пост предлагался Евсевию Кесарийскому, который от этой чести отказался, и наконец его занял Павлин Тирский. В результате в Антиохии вплоть до 360 или 361 года господствовало богословское направление, выраженное в известных формулах, принятых на Антиохийском соборе 341—343 годов. Вместе с Евстафием был низложен и ряд других епископов.